# Ramal CC21 del Ferrocarril Belgrano
El Ramal CC21 pertenecía al Ferrocarril General Belgrano, Argentina.

## Ubicación
Se hallaba en la provincia de Santiago del Estero, íntegramente en el departamento Choya.

## Características
Era un ramal de la red de vía estrecha del Ferrocarril General Belgrano, cuya extensión es de solo 15 km entre las cabeceras km 18 y Ancaján.

## Historia
Fue inaugurado en la década de 1890, construido por el Ferrocarril Central Norte Argentino. Era un ramal industrial hacia las canteras de Ancaján. Todo el ramal se encuentra en ruinas.